# 吴沛良
吴沛良（1958年—），江苏启东人，汉族，中华人民共和国政治人物、第十二届全国人民代表大会江苏地区代表。
毕业于南京农学院农学系作物遗传育种专业，加入中国共产党。2013年，被选为全国人大代表。
　吴沛良，男，1958年1月出生，江苏启东人，汉族，博士。

　　1986年3月参加工作，1983年9月入党。历任省农林厅农业局副局长、局长，灌云县委副书记（挂职），省农林厅副厅长、党组成员，省政府副秘书长，2008年3月任省农林厅厅长、党组书记。

　　2009年7月29日任江苏省农委主任。